# Animal Boy
Animal Boy är rockgruppen Ramones nionde album, utgivet 1986. Albumet är producerat av Jean Beauvoir och inspelat i Intergalactic Studios i New York. Skivan fortsätter med deras riktning mot hardcorepunk som började på det förra albumet.

## Låtlista
Sida ett
1. "Somebody Put Something in My Drink" (Richie Ramone) - 3:23
2. "Animal Boy" (Dee Dee Ramone, Johnny Ramone) - 1:50
3. "Love Kills" (Dee Dee Ramone) -– 2:19
4. "Apeman Hop" (Dee Dee Ramone) - 2:02
5. "She Belongs to Me" (Jean Beauvoir, Dee Dee Ramone) - 3:54
6. "Crummy Stuff" (Dee Dee Ramone) - 2:06

Sida två
1. "My Brain Is Hanging Upside Down (Bonzo Goes to Bitburg)" (Jean Beauvoir, Dee Dee Ramone, Joey Ramone) - 3:55
2. "Mental Hell" (Joey Ramone) - 2:38
3. "Eat That Rat" (Dee Dee Ramone, Johnny Ramone) - 1:37
4. "Freak of Nature" (Dee Dee Ramone, Johnny Ramone) - 1:32
5. "Hair of the Dog" (Joey Ramone) - 2:19
6. "Something to Believe In" (Jean Beauvoir, Dee Dee Ramone) - 4:09